# Prosopocera quadrisignata
Prosopocera quadrisignata är en skalbaggsart som först beskrevs av Louis Alexandre Auguste Chevrolat 1855.  Prosopocera quadrisignata ingår i släktet Prosopocera och familjen långhorningar.
Artens utbredningsområde är:
- Gabon.
- Malawi.
- Nigeria.
- Zimbabwe.

Inga underarter finns listade i Catalogue of Life.